# Artexte
Artexte (en anglais ARTEXTE Information Centre) est un organisme sans but lucratif et indépendant (à charte fédérale) situé à Montréal. Son mandat est de faire connaître, d'interpréter et de mettre en valeur le matériel documentaire produit dans le champ de l'art contemporain. Artexte vise à soutenir la recherche en art contemporain en mettant un important fonds documentaire à la disposition des chercheurs, artistes, commissaires, conservateurs, auteurs et étudiants issus de la communauté des arts visuels. Dans sa programmation annuelle, il propose également des activités favorisant l'étude, l'interprétation et la diffusion de l'art contemporain au Québec, au Canada et à l'étranger. L'organisme s'inscrit dans un réseau de partenaires multidisciplinaires composé de centres d'artistes autogérés, de musées et de galeries d'art. Le centre est reconnu pour le caractère expérimental, novateur et critique de ses activités, qui ont trait à tous les aspects des arts visuels contemporains de 1965 à nos jours, tout en portant une attention particulière au Québec et au Canada.
Artexte propose des services bilingues, notamment un service de référence et d'assistance à la recherche, et ce dans l'optique de favoriser l'accès à ses collections documentaires à l'intérieur comme à l'extérieur du Canada.

## Histoire
Fondé en 1980 par l'historienne de l'art Francine Périnet et les artistes Angela Grauerholz et Anne Ramsden, le centre d'information Artexte œuvre d'abord comme librairie spécialisée en art actuel canadien et international. L'organisme répond ainsi à un besoin essentiel au Québec et au Canada, soit celui de faire circuler de l'information à jour et de qualité sur l'actualité des arts visuels contemporains. Pour réaliser cet objectif de diffusion, les fondatrices ouvrent un centre de documentation à Montréal.
Elles fondent en 1981 les Éditions Artexte, qui viennent s’ajouter aux activités du centre alors sous la responsabilité de Lesley Johnstone. Cette même année marque aussi la publication de la première édition du Catalogue des catalogues, qui sera ensuite suivie de quatre autres parutions. À l’heure actuelle, les Éditions Artexte comprennent une vingtaine de titres. Par la suite, Artexte met sur pied un service national de distribution de catalogues d'exposition et de publications indépendantes sur l'art contemporain. Ce service sera cependant cédé en 1997 à une entreprise privée spécialisée dans la distribution de ce type d'ouvrages, ABC Livres d'art Canada.
En 1990, le centre célèbre son 10e anniversaire à l’Union française (Montréal) avec la participation du célèbre chorégraphe montréalais Jean-Pierre Perreault et du groupe Cha Cha and the Chain Gang. En 1993, la librairie déménage au Musée d'art contemporain de Montréal. Deux ans plus tard, en septembre 1995, Artexte relaie ses opérations de libraire à la librairie Olivieri, suivant un modèle de partenariat associatif qui respecte le mandat initial du centre d'information. La librairie Olivieri-Musée fermera ses portes en 2009. En 1996, Hélène Doyon est nommée à titre de directrice et le centre emménage au 460, rue Sainte-Catherine Ouest. Ce déménagement marque le début d'une ère nouvelle pour l'organisme et sa clientèle, puisqu'il réinscrit Artexte au cœur du réseau fréquenté par les artistes et les chercheurs en art contemporain. En 2000, Artexte rend sa base de données bibliographiques disponible en ligne. Celle-ci comprend près de quatorze mille notices.
Pour le 20e anniversaire d’Artexte, le centre inaugure le ‘’Projet art public’’ et met en ligne la base de données du projet, regroupant des informations détaillées sur des œuvres éphémères et permanentes installées dans des lieux publics au Québec et au Canada. (Projet archivé dans le nouveau catalogue en ligne e-artexte. De plus, Artexte, VOX centre de l'image contemporaine et Vidéographe s’associent pour former le groupe Imago pour la promotion commune des bases de données (bibliographiques, art public, photographie et vidéo). En février 2002, Artexte publie le 2e Répertoire des publications en art contemporain canadien qui obtiendra l’année suivante le Prix Melva J. Dwyer par le chapitre canadien de l’association des bibliothèques d’art ARLIS. L’année 2002 marque aussi la première résidence de recherche ouverte aux artistes, critiques d’art et commissaires d’exposition canadiens. En 2005, John Latour entre en fonction à titre de bibliothécaire. De plus, le Projet Mobilivre/BookmobileProject offre en don son importante collection comprenant environ 500 livres d’artistes, éditions d’artistes et fanzines. En 2006, Artexte est sélectionné pour le Grand Prix 2005 du Conseil des arts de Montréal. En 2009, Sylvie Gilbert entre en fonction à titre de directrice. La même année, Artexte lance le périodique annuel d’Artexte, Supplément, une revue critique et bibliographique réunissant un ensemble d’articles posant un regard sur des publications récentes et livrant une réflexion sur les arts, la culture et la vie sociale.
En février 2012, Artexte emménage au édifice 2-22 avec les organismes VOX centre de l’image contemporaine, RCAAQ (Le Regroupement des centres d’artistes autogérés du Québec) et la librairie Formats (qui ferma ses portes en 2016). Les nouveaux locaux permettent dorénavant d’accommoder des chercheurs dans une grande salle de consultation ensoleillée, ainsi que d’offrir plusieurs programmes. Pour la première fois, Artexte dispose aussi d’une salle d’exposition. En octobre 2012, le premier Prix Artexte est décerné à Christine Ross, historienne de l’art et professeure titulaire de la Chaire James McGill en histoire de l’art contemporain au département d’histoire de l’art et d’études en communications de l’Université McGill à Montréal. En 2013, Artexte lance e-artexte, le nouveau catalogue en ligne avec un dépôt numérique en libre accès pour les publications d’art contemporain. Pour l’occasion du lancement, Artexte organise une table ronde sur les arts visuels au Canada et sur le libre accès. De plus, Sarah Watson entre en fonction à titre de directrice générale et artistique cette même année. En 2014, Angela Grauerholz, cofondatrice d’Artexte, remporte le prix du Gouverneur général. En mars 2015, le second Prix Artexte est décerné à Dre Alice Ming Wai Jim, historienne de l’art, professeure associée et directrice du programme d’études supérieures au département d’histoire de l’art de l’Université Concordia, à Montréal. Cette même année, Jessica Hébert entre en fonction à titre de bibliothécaire. En 2016, Artexte ouvre le premier poste de bibliothécaire de la collection numérique avec l’entrée en fonction d’Hélène Brousseau. 2016 marque aussi les 35 ans du Centre. Pour l’occasion, l’équipe ouvre l’exposition Archives ouvertes : les lieux d’Artexte, dans laquelle des mises en scène – ou des « salles d’époque » – évoquent deux de ses vies antérieures. Cette exposition, qui présente un éventail de documents sélectionnés dans la collection et les archives institutionnelles d’Artexte, offre un aperçu des endroits, personnes, événements et idées qui ont défini l’histoire de l’organisme, et, par extension, celle de la communauté artistique plus vaste dans laquelle il s’inscrit.

## Collections

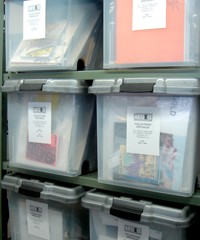
La collection du Projet Mobilivre-Bookmobile à Artexte

La collection du centre d’information Artexte comprend
- Plus de 30 000 publications imprimées et documents visuels, audio et électroniques, dont 1100 documents numériques disponibles en libre accès ;
- 15 500 catalogues d’expositions canadiennes et internationales en art contemporain ;
- 3 000 dossiers d’organismes, événements, sujets et disciplines ;
- 8 000 dossiers d’artistes canadiens et étrangers ;
- Plus de 600 titres de périodiques canadiens et étrangers, courants et historiques (dont 350 titres canadiens)
- Plus de 1 500 livres d’artistes ;

7 collections spéciales disponibles sur place ou sur demande grâce à la générosité d’artistes et d’organismes.
- Collection Mobilivre / Bookmobile Collection ; Une collection unique de plus de 500 livres d’artistes et fanzines provenant du Projet Mobilivre – The Bookmobile Project (2000 – 2005).
- The Renegade Library ; Une collection d’œuvres d’art postal faisant partie du projet Renegade Library (1996-1998), initié par l’artiste Lois Klassen à Hamiota, Manitoba.
- A Relatively Small Collection ; Comprend vingt-huit oeuvres sonores produites par des artistes canadiens en vue d’une exposition et d’un projet spécial présentés à la Ace Art Gallery (Winnipeg) en 1999.
- La Bibliothèque Fantastique ; Une série de plus de 70 fanzines uniques et libres de licences, produits par des artistes français.
- Affiches du blogue l’eau tiède de Clément de Gaulejac ; Une série de 76 affiches diffusée sur le blogue L’eau tiède et créée par Clément de Gaulejac entre le 12 avril et le 2 novembre 2012 pour soutenir le mouvement étudiant et social du printemps 2012.
- Galerie Largeness World of Art ; Un projet initié par Luis Jacob de 1996 à 2002, comprenant 30 numéros qui incluent des oeuvres originales de plus de 90 artistes. Le projet comprend entre autres des enregistrements sonores, des multiples d’artistes et de l’art postal.
- Archives Normand Thériault ; Le fonds d’archives Normand Thériault regroupe les documents issus de la vie de Normand Thériault, commissaire, critique d’art, historien et conservateur en art contemporain.

## Activités

### Résidences de recherche
Résidences de recherche
Le programme de résidence de recherche invite les chercheurs, artistes ou commissaires à utiliser les ressources documentaires d’Artexte pour explorer la collection et approfondir leur recherche sur un sujet en particulier. Ces invitations sont faites en lien direct avec les intérêts et les besoins de recherche de la communauté artistique locale et internationale.
Quelques résidences de recherche passées :
- Ryan Rice
- Nicole Gingras
- Nicole Burisch
- TouVA
- Leisure Projects
- Daniel Canty
- Michael Blum
- Karla McManus
- Michael Davidge
- Adam Kinner
- Serge Allaire
- Nelson Henricks
- Francys Chenier
- Richard Ibghy et Marilou Lemmens
- Céline Huyghebaert

### Expositions
Depuis l’ouverture de sa nouvelle salle d’exposition en 2012 dans l’édifice 2-22 situé au cœur du Quartier des Spectacles à Montréal, Artexte a présenté 14 expositions en lien avec la documentation de l’art ou l’art imprimé et publié, dont la majorité a été produite à travers des partenariats. Dans un esprit de collectivité artistique, Artexte invite les artistes, chercheurs en résidence et commissaires tant individuels que collectifs à présenter leur travail mis en relation à la collection du centre de documentation.
Quelques expositions d'Artexte : 
Inside/Outside : images du territoire, commissaire: Karla McManus, 6 février - 13 avril 2019
Lire la performance : Une bibliographie commentée en temps réel : L’art de la performance au Québec et au Canada III : 1er novembre – 15 décembre 2017 Commissaires : Jade Boivin, Emmanuelle Choquette, Barbara Clausen, Geneviève Marcil.
Livre, lampe, chaise : Une bibliothèque exposée : 7 septembre – 14 octobre 2017
Dans le cadre MOMENTA | Biennale de l’image 2017
DOCUMENT XXL : 13 avril – 17 juin 2017
Une exposition conçue par Nelson Henricks à la suite d'une résidence de recherche.
Les objets dans le miroir sont plus près qu’ils ne paraissent : 26 janvier – 25 mars 2017
Projet d’Anne Ramsden issu d’une résidence de recherche à Artexte réalisée entre 2015
et 2016.
RACCORDS 1975 : À partir des collections de Vidéographe et d’Artexte : 16 novembre – 17 décembre 2016
Une exposition organisée en collaboration avec Vidéographe, RACCORDS 1975 est une conversation de type appel et réponse entre deux collections. Ce premier assemblage collaboratif et expérimental de documents vidéo et imprimés adopte 1975 comme année critique où le rôle de l’institution artistique et de l’artiste et leur valeur pour la société sont revisités et redéfinis. L’exposition présente une nouvelle vidéo créée à partir de sources de la collection de Vidéographe et de documents éphémères, catalogues, monographies et textes critiques appartenant à Artexte
Magazines photographiques canadiens, 1970 – 1990 : Reconsidération d’une histoire de la photographie imprimée : 8 septembre – 5 novembre 2016
Présentés sous un angle qui vise à en révéler la valeur historique, les magazines sélectionnés invitent à une reconsidération de cette période dynamique dans l’histoire de la photographie contemporaine au Canada.
Commissariat : Zoë Tousignant
Bucky Ball : 27 février – 31 mai 2014
Exposition de Daniel Canty issue d’une résidence de recherche à l’automne 2013.

### e-artexte
e-artexte est un catalogue en ligne pour la collection d’Artexte, qui regroupe plus de 30 000 notices bibliographiques de toutes les publications cataloguées de la collection physique et numérique d’Artexte, en plus de permettre d’effectuer des recherches précises afin de trouver les documents qui correspondent à un sujet d’intérêt. La majorité des publications de la collection d’Artexte sont disponibles en version imprimée pour consultation sur place.